# STMicroelectronics
Pour les articles homonymes, voir STM.
 (février 2021).
Si vous disposez d'ouvrages ou d'articles de référence ou si vous connaissez des sites web de qualité traitant du thème abordé ici, merci de compléter l'article en donnant les références utiles à sa vérifiabilité et en les liant à la section « Notes et références ».
STMicroelectronics (souvent appelé simplement ST) est une multinationale franco-italienne de droit néerlandais qui conçoit, fabrique et commercialise des puces électroniques. Elle est l'un des tout premiers acteurs mondiaux du secteur économique de la production de semi-conducteurs. En septembre 2017, le groupe réintègre le CAC 40 après être sorti de l'indice quatre ans auparavant. 
Les deux premiers actionnaires de STMicroelectronics sont BPI France et l’État Italien (27,25 %), suivis du fonds de pension américain Capital Group Companies (4,25 %). 
Le groupe est coté en bourse en Europe et à New York. 
Son siège est situé à Plan-les-Ouates, près de Genève, en Suisse.

## Histoire
La société est née de la fusion en 1987 de la société italienne SGS - Società Generale Semiconduttori SpA, alors dirigée par Pasquale Pistorio, et de la société française Thomson Semiconducteurs, alors dirigée par Jacques Noels, filiale de Thomson. Initialement nommée SGS-Thomson, elle a ensuite été renommée STMicroelectronics en 1998 à la suite du retrait de Thomson du capital.

### Le côté français
En 1972, le laboratoire grenoblois LETI (Laboratoire d'électronique et de technologie de l'information) décide de créer une filiale à vocation industrielle, pour valoriser ses recherches en semi-conducteurs, axée sur la mise en œuvre de la technologie CMOS. C'est l'Efcis (Études et fabrication de circuits intégrés spéciaux), dont le capital initial provient du Commissariat à l'Énergie atomique, rejoint par Thomson-Brandt en 1976, qui deviendra actionnaire majoritaire en 1982. Cette filiale est la future SGS-Thomson, rebaptisée ST Microelectronics. Cette fondation reflète le changement d'échelle de la demande dans l'électronique, partie des projets du nucléaire public et des industriels de l'électroménager, pour aller vers l'informatique, puis plus tard les télécoms.

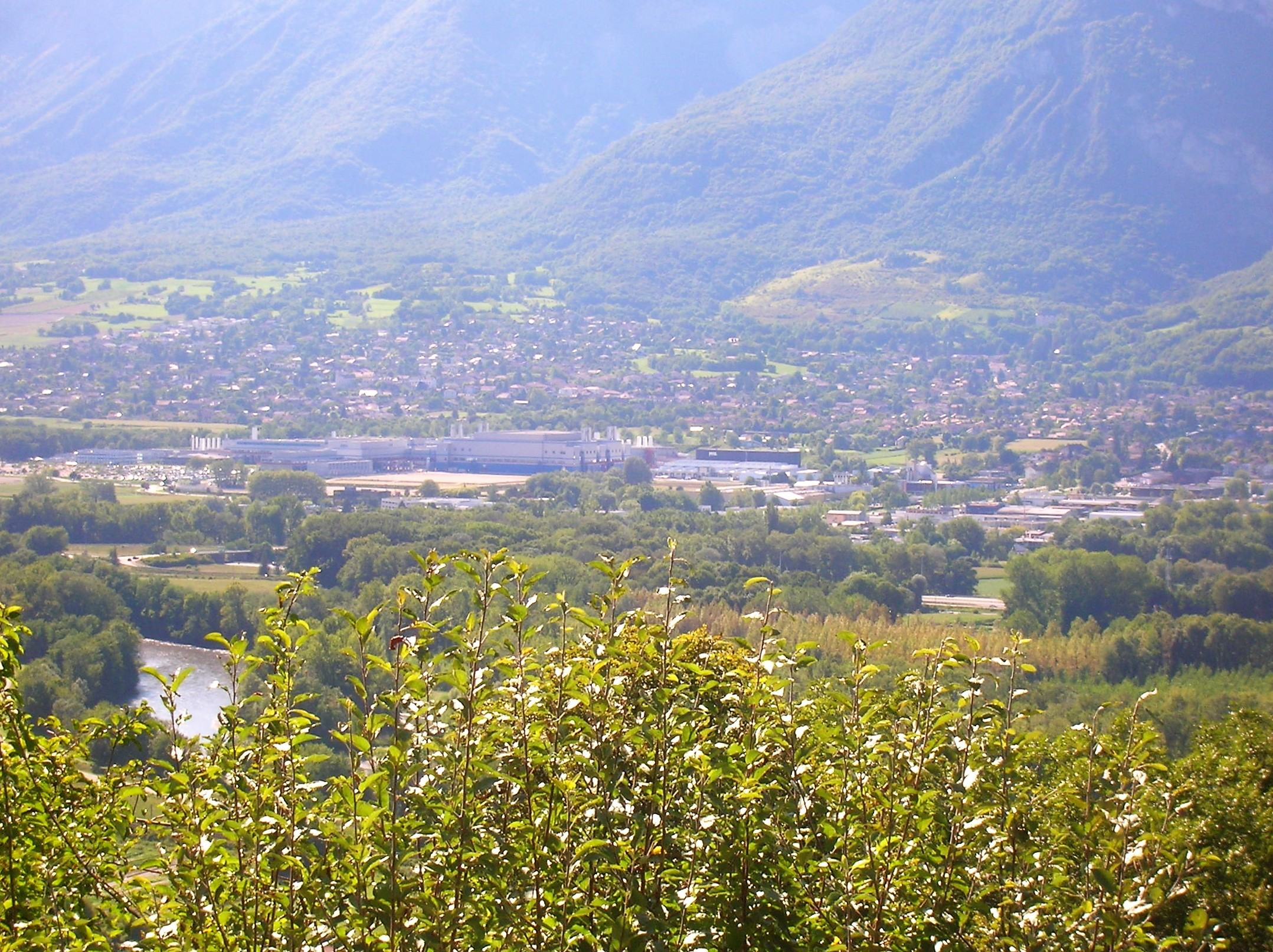
Le site de Crolles, près de Grenoble.

Des accords de licence sont décrochés par Efcis avec Motorola. La Sescosem, concurrent local qui a IBM comme principal client, est utilisée comme une « seconde source » par Texas Instruments. L'Institut national de la sous-traitance s'installe en 1973 à Grenoble, pour en faire le berceau de l'informatique légère. Un "système productif territorialisé" apparait dans l'agglomération grenobloise, selon Bernard Reverdy, professeur associé à l'université Grenoble-II, qui a étudié le développement des semi-conducteurs à Grenoble avec une équipe de l'IREPD (Institut de recherche, économie, production et développement).
En 1973, le consortium européen Unidata est fondé pour réunir CII, Philips, et Siemens et implanter à Grenoble son centre de recherche à partir du centre scientifique CII, mais Unidata est stoppé par le gouvernement dès 1975.
Sans marché intérieur ni capacité d'investissement pour s'imposer face aux autres sous-traitants en pleine croissance, Efcis et Sescosem sont mis à rude épreuve sur le marché mondial, quand l'État prend conscience du retard de la France dans ce domaine devenu stratégique et improvise un « plan composants » en 1977, trois ans après le Premier choc pétrolier.

### Le côté italien
La société italienne SGS - Società Generale Semiconduttori SpA a été fondée en 1957 par les sociétés Olivetti et Telettra, en collaboration avec la société américaine Fairchild Semiconductor. Dix ans après la découverte du transistor par William Shockley et John Bardeen dans les laboratoires Bell, Adriano Olivetti et l'ingénieur Virgilio Floriani, fondateur de Telettra, sont convaincus du rôle clé de l'industrie du semi-conducteur, qui entre dans une nouvelle phase de croissance, pour devenir, avec la radio et la télévision, une industrie civile.

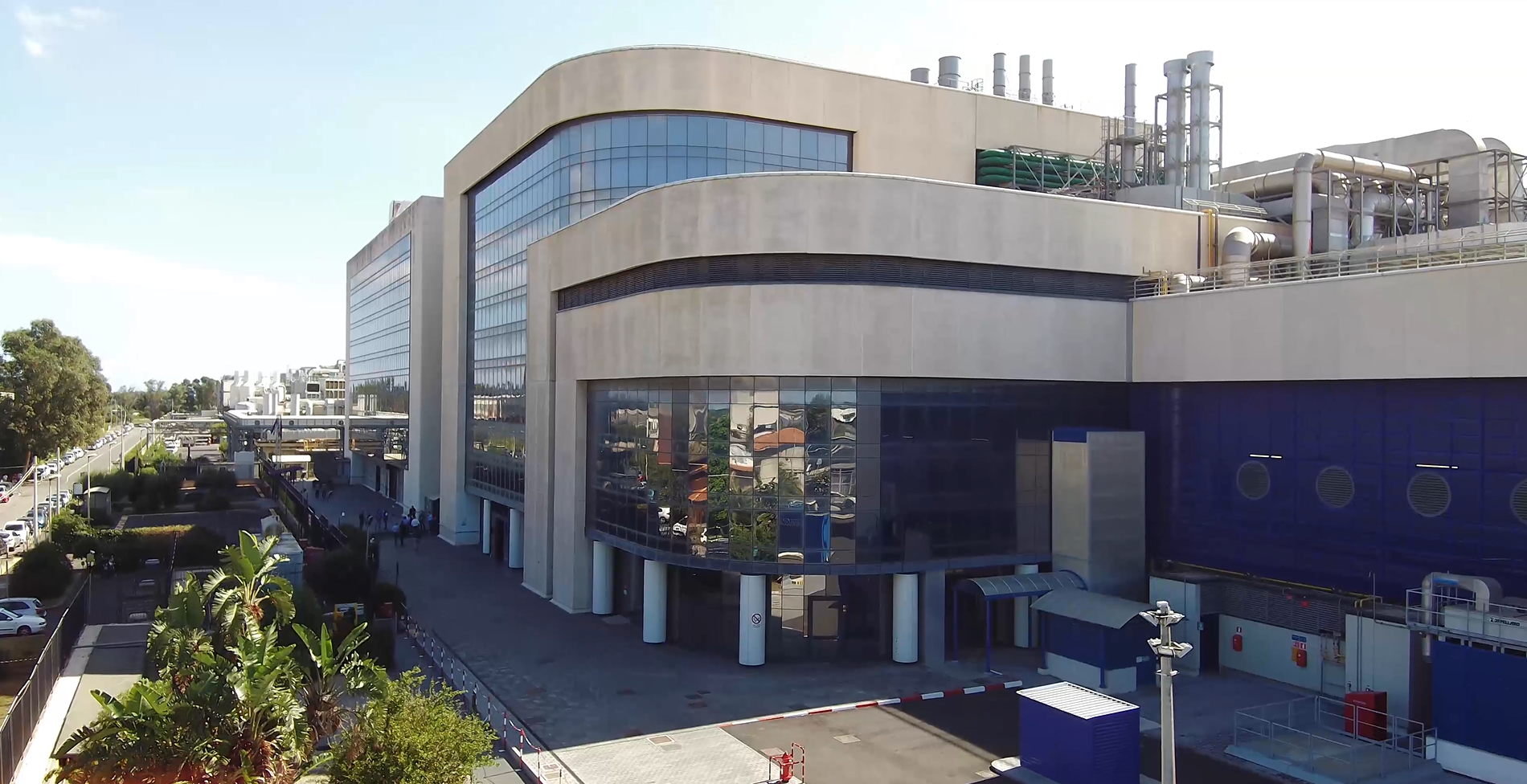
Le bâtiment de STMicroelectronics à Catania, en Italie

L'impulsion est venue de la société de développement de grands systèmes informatiques Elea, qui pour sa création a nécessité une production en quantité et en qualité de transistors et des diodes. Le siège de la SGS était établi à Agrate Brianza. En 1958, le site est créé en bordure de l'autoroute Milan-Venise dans le voisinage de Telettra et dans un foyer de l'industrie textile à la main œuvre féminine habituée au travail minutieux. En 1959, il produit des diodes et transistors au germanium sous licence General Electric, puis opère un changement stratégique en l'abandonnant au profit de l'américain Fairchild, qui en 1961 entre au capital, pour pénétrer le marché européen. SGS devient SGS- Fairchild, pour les premiers circuits linéaires de puissance, et quatre filiales sont créées en Europe : au Royaume-Uni en 1963, en RFA en 1964, en France et en Suisse en 1966. Les chercheurs italiens travaillent, via des séjours passés en Californie à Palo Alto, en étroite collaboration avec ceux de Fairchild, parmi lesquels Gordon Moore et Andrew Grove, futurs fondateurs d'Intel.
C'est le cas en particulier de Federico Faggin, un ingénieur italien de SGS, qui est en 1968 chez Fairchild-SGS à Agrate Brianza, puis à Palo Alto avec Thomas Klein, le concepteur du premier circuit intégré commercial à grilles auto-alignées, le Fairchild 3708. Federico Faggin est chef de projet de la Silicon Gate Technology (SGT), la première méthode pratique pour la fabrication des circuits intégrés MOS (structure métal/oxyde/semi-conducteur) avec grilles auto-alignées, qui a remplacé la grille d'aluminium traditionnelle d'un transistor MOS par une grille en silicium, pour intégrer deux fois plus de transistors dans la même surface. Federico Faggin est embauché par Intel en avril 1970, pour être le chef de projet, le créateur de la méthodologie de conception et le concepteur principal, en seulement quelques mois, avec Marcian Hoff, des quatre puces de l'Intel 4004, qui servit initialement à fabriquer des contrôleurs graphiques en mode texte puis devint un processeur d'usage général, avec une licence achetée au japonais Busicom. Presque à la même époque une autre société américaine, Motorola, effectue des travaux et innovations similaires sous la direction de Chuck Peddle
La volonté d'indépendance des Italiens conduit dès 1969 à la sortie définitive de l'américain Fairchild du capital de SGS, qui compte déjà 2 500 salariés et fonde en 1969 l'usine de Singapour. Olivetti se retire à son tour, ce qui oblige à la fusion avec ATES filiale de STET Società Finanziaria, en 1971. La sortie du premier microprocesseur SGS, en avril 1972, est ensuite contemporaine de celle d'Intel 8008, grâce au travail de Federico Faggin.
Mais l'effondrement du marché plonge SGS dans le rouge et cause des restructurations, avec des fermetures d'usines en Suisse et en Allemagne. Le 29 décembre 1972 SGS a fusionné avec ATES, groupe spécialiste de la création de composants électroniques, pour former SGS-Ates qui deviendra plus tard SGS Thomson, par la fusion en 1987, puis STMicroelectronics.

### Le côté anglais
En 1989, SGS-Thomson rachète la société britannique Inmos Ltd., créée en 1978 et fabriquant les microprocesseurs Transputer destinés à la fabrication de réseaux de processeurs massivement parallèles. En 1991, SGS-Thomson et Philips Semiconductors signent un accord de partenariat technologique qui permet à Philips de bénéficier en 1993 de la nouvelle salle blanche de l'unité de R&D de SGS-Thomson à Crolles sur un projet baptisé Grenoble 92.
En 1994, SGS-Thomson rachète quelques activités de semiconducteurs de la société canadienne Nortel Networks et l'usine de Rancho Bernardo. En 2000, STMicroelectronics rachète les activités de semiconducteurs de l'usine d'Ottawa, toujours de Nortel Networks.
En 2002, Motorola Semiconductors et TSMC s'associent au partenariat technologique ST-Philips. C'est la création de l'Alliance Crolles2 avec la construction d'une nouvelle unité de fabrication 300 mm, dans une salle blanche de 10 000 m2.
Fin 2007, NXP (ex-Philips Semiconductors) et Freescale (ex Motorola Semiconductor) quittent l'Alliance Crolles2.
Le 22 mai 2007, ST et Intel créent une société commune nommée Numonyx (en référence au mot anglais "mnemonic" pour mnémonique) qui regroupe leurs activités de mémoires flash.
Le 24 juillet 2007, ST rejoint l'Alliance ISDA avec IBM, Renesas, Global Foundry, Samsung, Toshiba, sur le site IBM de East Fishkill dans l'État de New York, afin de développer les technologies Bulk 32 nm et 22 nm.
Le 10 avril 2008, ST et NXP Semiconductors annoncent leur intention de créer une coentreprise dans le domaine des technologies mobiles. ST détiendra 80 % de la nouvelle société et NXP 20 %. En dédommagement, NXP recevra 1,55 milliard de dollars. Le 1er août 2008 ST-NXP Wireless est créée.
Le 10 février 2009, ST et Ericsson créent une nouvelle coentreprise dirigée par Alain Dutheil appelée ST-Ericsson. Elle comprend les activités de la coentreprise précédente ST-NXP wireless et des activités de Ericsson Mobile Platform. Cette nouvelle entreprise ne comporte aucune unité de fabrication (fabless). À cette occasion, ST acquiert les 20 % de parts que NXP détenait encore dans ST-NXP Wireless.
En février 2010, Micron annonce l'acquisition pour 1,27 milliard de dollars de Numonyx,.
En juillet 2014, Sharp et STMicroelectronics se désengagent de leur participation de 33,3 % dans Enel Green Power pour 1 euro symbolique en faveur d'Enel.
Après plusieurs années de pertes, STMicroelectronics annonce début 2016 un licenciement collectif de 1 400 personnes. L'entreprise recentre également sa stratégie sur les applications industrielles et l'automobile notamment, après avoir perdu beaucoup d'argent sur les décodeurs numériques. En 2017, la situation financière de STMicro s'améliore nettement, avec une progression du chiffre d'affaires, des bénéfices et de la marge brute.

## Actionnaires

### Liste des actionnaires de STMicroelectronics NV
Liste des principaux actionnaires au 9 mai 2022 :
|                                                        | Actionnaire                                      | Actions     | %      |
| ------------------------------------------------------ | ------------------------------------------------ | ----------- | ------ |
| Bpifrance (50 %)                                       | STMicroelectronics Holding NV                    | 250 704 754 | 27,5 % |
| Ministère italien de l'Économie et des Finances (50 %) | STMicroelectronics Holding NV                    | 250 704 754 | 27,5 % |
| Capital Research & Management (World Investors)        | Capital Research & Management (World Investors)  | 38 676 735  | 4,25 % |
| Norges Bank Investment Management                      | Norges Bank Investment Management                | 18 472 746  | 2,03 % |
| The Vanguard Group                                     | The Vanguard Group                               | 16 396 888  | 1,80 % |
| BlackRock Investment Management (UK)                   | BlackRock Investment Management (UK)             | 14 737 671  | 1,62 % |
| BlackRock Fund Advisors                                | BlackRock Fund Advisors                          | 11 948 477  | 1,31 % |
| Amundi Asset Management (Groupe Crédit Agricole)       | Amundi Asset Management (Groupe Crédit Agricole) | 9 311 473   | 1,02 % |
| BlackRock Advisors                                     | BlackRock Advisors                               | 8 786 143   | 0,96 % |
| Covéa Finance                                          | Covéa Finance                                    | 8 535 794   | 0,94 % |
| BNP Paribas Asset Management France                    | BNP Paribas Asset Management France              | 7 383 125   | 0,81 % |

## Localisation
La société mère STMicroelectronics NV est de droit néerlandais (enregistrée à Amsterdam), la direction administrative est regroupée en grande partie sur le site de Genève (Plan-les-Ouates) en Suisse où se situe désormais aussi la direction opérationnelle ainsi que pour l'EMEA. Le siège américain est situé lui à Carrollton (près de Dallas, Texas), celui de la région Asie-Pacifique à Singapour et celui du Japon à Tokyo. Le siège de la région « Chine », nouvellement créée et qui inclut aussi Hong Kong et Taïwan est situé à Shanghai, et le siège de la région Afrique « Maroc », est situé à Bouskoura.

## Participation et chiffre d’affaires
Lors de la fusion de SGS et Thomson Semiconducteurs, l'équilibre a été maintenu entre les actionnaires français et italien. Le 8 décembre 1994, la société entre en bourse, cotée d'abord sur les marchés de Paris et New York NYSE : STM puis un an plus tard de Milan. Son capital est détenu par la société STMicroelectronics Holding NV.
En 2021, son capital est réparti comme suit:
- 71,97 % est public, répartis entre les bourses du New York Stock Exchange, de Euronext Paris et Borsa Italiana Milano.
- 27,51 % sont détenus par une holding STMicroelectronics Holding NV : 50 % Bpifrance et 50 % ministère italien des Finances (MEF)

En 2012, son capital est réparti comme suit :
- 72,4 % est public, répartis entre les bourses du New York Stock Exchange, de Euronext Paris et Borsa Italiana Milano.
- 27,6 % sont détenus par une holding STMicroelectronics Holding NV : 50 % Bpifrance (FSI) et CEA et 50 % ministère italien des Finances

En 2005, son capital est réparti comme suit :
- 72,4 % est public, répartis entre les bourses du New York Stock Exchange, de Euronext Paris et Borsa Italiana Milano.
- 27,6 % répartis entre des capitaux italiens (16,7 %) - Cassa Depositi e Prestiti 10,1 % et Finmeccanica 6,6 % - et français (10,9 %) - Areva 10,9 %.

| Année | Chiffre d’affaires (en millions de $) | Bénéfices ou pertes (en millions de $) |
| ----- | ------------------------------------- | -------------------------------------- |
| 2024  | 13 269                                | 1 557                                  |
| 2023  | 17 239                                | 4 222                                  |
| 2022  | 16 128                                | 3 960                                  |
| 2021  | 12 761                                | 2 000                                  |
| 2020  | 10 219                                | 1 106                                  |
| 2019  | 9 556                                 | 1 032                                  |
| 2018  | 9 664                                 | 1 287                                  |
| 2017  | 8 347                                 | 802                                    |
| 2016  | 6 973                                 | 165                                    |
| 2015  | 6 897                                 | 104                                    |
| 2014  | 7 404                                 | 128                                    |
| 2013  | 8 082                                 | −500                                   |
| 2012  | 8 493                                 | −1 158                                 |
| 2011  | 9 735                                 | 650                                    |
| 2010  | 10 346                                | 830                                    |
| 2009  | 8 510                                 | −1 131                                 |
| 2008  | 9 842                                 | −786                                   |
| 2007  | 10 000                                | −477                                   |
| 2006  | 9 854                                 | 782                                    |
| 2005  | 8 876                                 | 266                                    |
| 2004  | 8 756                                 | 601                                    |
| 2003  | 7 234                                 | 257                                    |
| 2002  | 6 270                                 | 429                                    |
| 2001  | 6 356                                 | 257                                    |
| 2000  | 7 813                                 | 1 452                                  |
| 1999  | 5 056                                 | 547                                    |
| 1998  | 4 247                                 | 411                                    |
| 1997  | 4 019                                 | 407                                    |
| 1996  | 4 122                                 | 626                                    |
| 1995  | 3 554                                 | 527                                    |
| 1994  | 2 645                                 | 363                                    |
| 1993  | 2 037                                 | 160                                    |
| 1992  | 1 568                                 | 3                                      |
| 1991  | 1 374                                 | −103                                   |

## Le marché et la concurrence

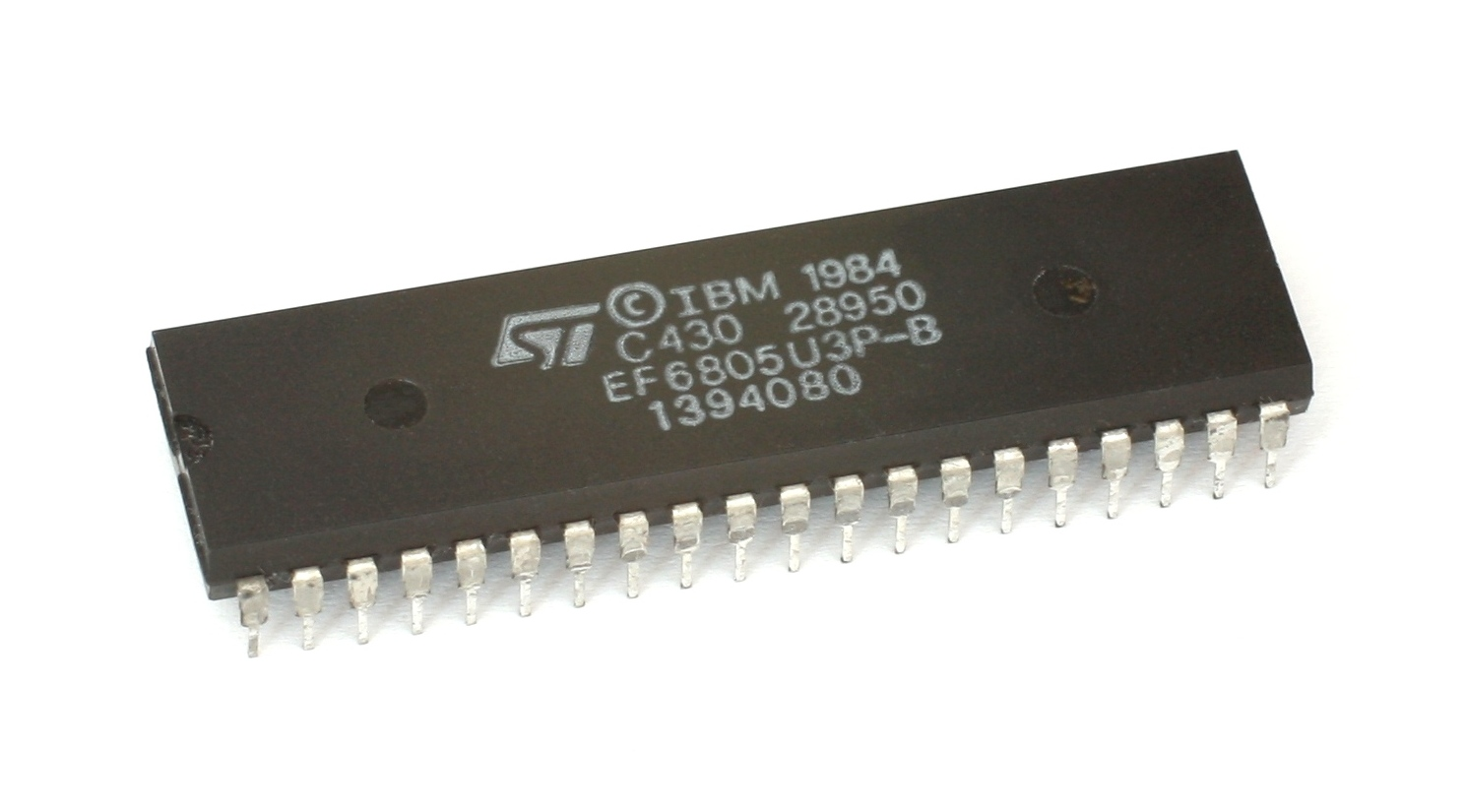
Un microprocesseur STMicroelectronics ST6805

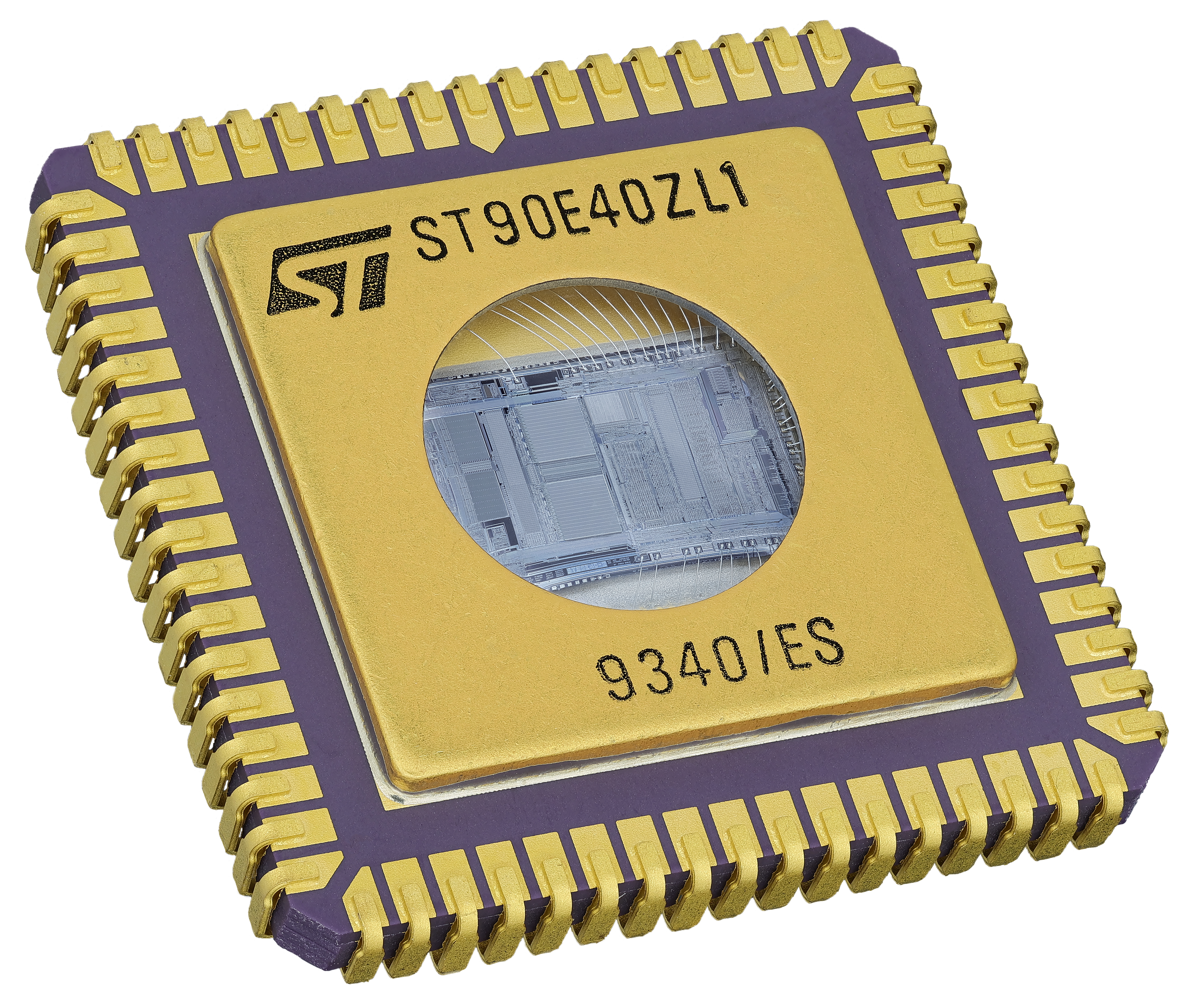
Microcontrôleur ST90E40ZL1 de STMicroelectronics en Quad Flat Package céramique. Photo mars 2023.

À sa création en 1987, SGS-Thomson pointait alors à la 14e place du classement mondial des semi-conducteurs avec un peu plus de 850 millions $ USD.
Pour l'année 2005, ST se classe à la 5e place, derrière Intel, Samsung, Texas Instruments et Toshiba, mais se situe devant Infineon, Renesas, NEC, NXP et Freescale.
La compagnie possède un large portefeuille de produits. Elle est leader sur de nombreux marchés, notamment :
- les circuits pour codeurs/décodeurs vidéo MPEG-2/MPEG-4.
- les circuits pour téléphones portables.
- les circuits pour applications sans fil.
- les circuits pour les périphériques informatiques (pour les disques durs ou imprimantes par exemple).
- les circuits pour l'automobile.
- les microcontrôleurs
- les mémoires non volatiles comme les EEPROM, mémoires FLASH (NOR-FLASH et NAND-FLASH).
- les circuits analogiques et de puissance.

Environ deux tiers du chiffre d’affaires proviennent de produits dits « différenciés », c'est-à-dire une combinaison de produits dédiés, spécifiques et programmables conçus pour une application spécifique. Ce résultat traduit la reconnaissance extrêmement précoce de l’importance de la technologie des systèmes sur une puce (communément appelés System On Chip ou SoC).
Elle est par contre restée volontairement à l'écart du marché des mémoires DRAM et des microprocesseurs grand public pour PC. Mise à part une incursion limitée en 1994 avec la commercialisation de microprocesseurs compatibles Intel x86 en collaboration avec Cyrix et la production en 1995 des microprocesseurs Cyrix M1, concurrents des Pentiums d'Intel.
Les principaux clients de ST sont (par ordre alphabétique) : Apple, Robert Bosch, Cisco, Continental, Hewlett-Packard, Huawei, Nintendo, Samsung, Seagate et Western Digital.

## Organisation de la société
La société est structurée autour de quatre pôles :
- Les groupes Produits
- Les forces de ventes, organisées en quatre régions : EMEA (Europe, Moyen-Orient, Afrique), Amérique, Chine et Asie du Sud, Japon et Corée. La société dispose ainsi de 80 bureaux de vente dans 35 pays.
- Les unités de fabrication des puces ou fab et les unités d'assemblage ou back-end (pour la mise en boîtier des puces)
- La Recherche & Développement centrale (R&D).

## Direction
Depuis le conseil d'administration du 31 mai 2018 :
- Jean-Marc Chéry - Président & Chief Executive Officer
- Orio Bellezza - Président, Technology, Manufacturing & Quality,
- Marco Cassis - Président, Sales, Marketing, Communications & Strategy Development,
- Claude Dardanne - Président, Microcontrollers & Digital ICs Group,
- Lorenzo Grandi - Président, Finance, Infrastructure and Services, & Chief Financial Officer,
- Marco Monti - Président, Automotive & Discrete Group,
- Steven Rose - Président, Legal Counsel
- Benedetto Vigna - Président, Analog, MEMS & Sensors Group.

## R&D et groupes Produits
Il existe trois groupes Produits, chaque groupe étant lui-même composé de plusieurs divisions. Ces 3 groupes sont :
- Produits automobiles et discrets (ADG) ;
- Produits analogiques, MEMS et capteurs (AMS)(a) ;
- Microcontrôleurs et circuits intégrés numériques (MDG).

La R&D centrale s'occupe de la mise au point des nouveaux procédés de fabrication des semi-conducteurs et des méthodes de conception innovantes (design micro-électronique). Chaque division possède aussi sa propre R&D pour la conception, l'industrialisation de ses produits et la mise au point des applications, en s'appuyant sur la recherche plus en amont de la R&D centrale.
Le groupe possède ainsi 16 unités de R&D avancée et 39 centres de conception et d’application.

## Outil de production

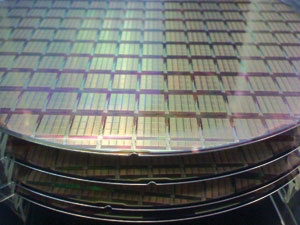
Des wafers du danois IPtronics selon la fabrication de STMicroelectronics

ST est une société de semi-conducteurs qui fabrique elle-même ses puces (au contraire des sociétés dites fabless). Elle possède ainsi de nombreuses unités de fabrication (fabs) qui constituent d'importantes usines demandant des investissements considérables (les équipements nécessaires sont de très haute technologie et sont installés dans des salles blanches). Ces fabs se caractérisent par :
- le diamètre des plaquettes de silicium ou wafers qu'elles sont capables de traiter : 6 pouces ou 200 et 300 mm (8" et 12").
- la finesse de gravure : généralement 0,25 µm (250 nm), 0,18 µm (180 nm), 0,13 µm (130 nm), 90 nm, 65 nm, 45 nm et 28 nm, qui correspond à la longueur de grille d'un transistor.

Depuis 2018, STMicroelectronics externalise aussi une partie de sa production dans l'usine 22 nm de GlobalFoundries, situé à Dresde en Allemagne.
Chaque génération de fab voit le diamètre de ses wafers augmenter et la taille des transistors se réduire.
ST possède aussi de nombreuses usines d'assemblage. Les puces y sont découpées et montées dans des boîtiers plastiques ou céramiques. Puis les broches des puces sont connectées aux broches du boîtier et les composants obtenus sont testés électriquement avant d'être livrés au client. On les appelle usines de back-end, elles nécessitent des investissements moins importants.
Le 10 juillet 2022, la société américaine GlobalFoundries et STMicroelectronics annoncent conjointement la construction sur le site de Crolles, près de Grenoble, d'une usine de fabrication de puces électroniques, impliquant un investissement de plusieurs milliards d'euros et la création d'un millier d'emplois.

## Implantations et histoire des sites
Par ordre d'importance, voici les principaux sites où ST est implanté et leur histoire :
| \| Grenoble Crolles Agrate Brianza Castelletto Catane Rousset Tours Genève Ħal Kirkop Bristol Saint-Genis Bouskoura Montrouge Tunis \| Localisation des sites en Europe |
| Grenoble Crolles Agrate Brianza Castelletto Catane Rousset Tours Genève Ħal Kirkop Bristol Saint-Genis Bouskoura Montrouge Tunis                                        |

### Grenoble et Crolles, France
Environ 6 000 employés.
Avec Milan, berceau de la R&D et de la société, il s'agit de la principale implantation en France. Héritière de l'industrie de la micro-électronique lancée en 1955 dans le bassin grenoblois, elle réunit aujourd'hui deux sites distincts :
- Grenoble, quartier du polygone scientifique. (2 000 employés).

C'est un des berceaux de la branche française (ex-Thomson) avec celui de Saint-Égrève (Isère) fermé en 1988. Après avoir accueilli quelques lignes de fabrication historiques (aujourd'hui fermées), ce site accueille maintenant de nombreuses divisions (marketing, design, industrialisation) et constitue un important centre de R&D (design, software, recherche sur les procédés de fabrication).
- Crolles, dans la vallée du Grésivaudan à une vingtaine de kilomètres au nord-est du site grenoblois.

Le site compte aujourd'hui une unité de fabrication 200 mm et une unité de fabrication 300 mm. Sa création, voulue par le PDG Pasquale Pistorio, alors que le marché était en pleine crise, résulte d'un partenariat (Grenoble 92) signé en 1990 entre SGS-Thomson et le CNET (R&D de France Telecom) pour la réalisation et l'exploitation commune d'un centre de R&D sur les techniques silicium submicroniques. En 1991, Philips signe un accord avec SGS-Thomson pour développer ensemble les nouvelles techniques de fabrication et participa ainsi de façon minoritaire au projet. La première unité de fabrication 200 mm du groupe (Crolles 200) est alors inaugurée le 9 septembre 1993 par Gérard Longuet, ministre de l'Industrie et Alain Carignon maire de Grenoble.
En avril 2002, ST, Philips et Motorola signent un accord de partenariat de 5 ans pour la création à Crolles d'un nouveau centre de recherche R&D commun pour le développement des nouvelles générations fabrication nanométriques (nœuds technologiques de 90 à 32 nm) sur wafers 300 mm. La société taïwanaise TSMC, premier fondeur mondial et aussi un partenaire de l'accord tripartite afin d'assurer à Taïwan une compatibilité des techniques et compléter ainsi la capacité de production des trois sociétés. Il s'agit de l'Alliance Crolles2 qui permettra la mise au point des nœuds technologiques submicroniques (90, 65 et 45 nm). Le 27 février 2003, l'unité 300 mm est inaugurée par Jacques Chirac, président de la République française.

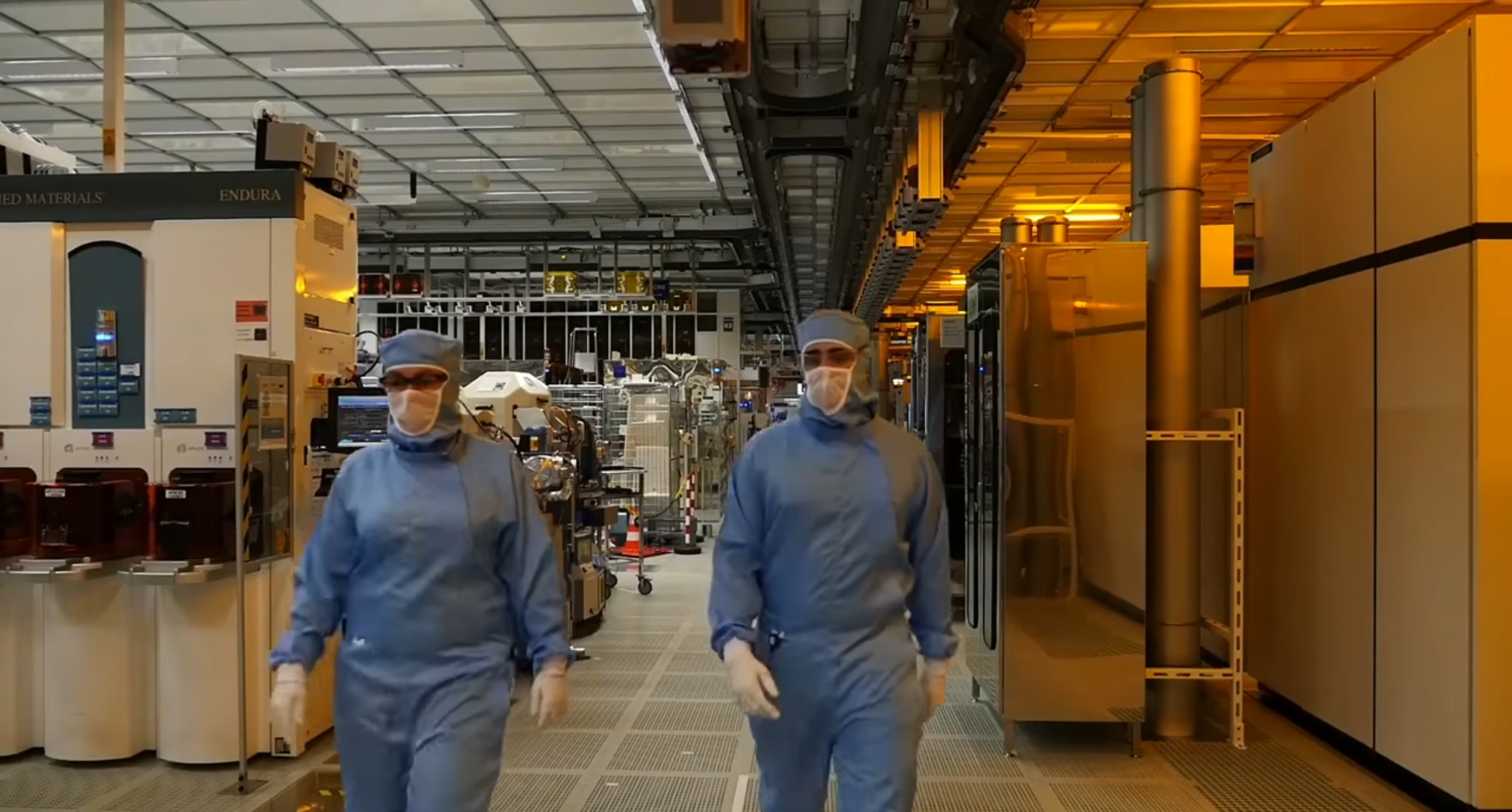
A l'interieur d'une usine de fabrication de semi-conducteurs de STMicroelectronics. La combinaison des ouvriers spécialisés indique qu'il s'agit d'une salle blanche.

Au début du mois d'août 2006, Philips a entrepris de se séparer de sa branche semiconducteurs, laquelle est renommée NXP (pour Next eXPerience). En janvier 2007, NXP annonce son intention de ne pas renouveler leur participation à l'Alliance Crolles2, suivi de peu par Freescale.
En juillet 2022, STMicroelectronics et l'entreprise américaine GlobalFoundries annoncent l'extension de l'usine de STMicroelectronics de Crolles en Isère, afin d'en doubler la production, pour un investissement de 5,7 milliards d'euros, aidé par un financement de l'état français. Les puces produites sont destinées aux marchés de l’automobile, de l’industriel, de l'Internet des objets et des infrastructures de communication.
En juin 2023, l'investissement initial de 5,7 milliards d'euros est revu à la hausse, pour atteindre 7,5 milliards d'euros.

### Milan et sa banlieue, Italie
Environ 5 684 employés.
Il s'agit de la principale implantation de la société, berceau de la société, départ de toute la R&D du groupe, véritable centre décisionnel opérationnel. Elle réunit deux sites distincts :
- Agrate Brianza, en direction de Venise (environ 4 600 employés).

Avec Grenoble, c'est aussi un des berceaux du groupe (ex-SGS). Le site concentre plusieurs lignes de fabrication (dont une unité 200 mm) et constitue un grand centre névralgique en accueillant de nombreuses divisions et de nombreuses équipes de R&D.
- Castelletto, en direction de Gênes (environ 1 000 employés).

Ce site historique rassemble quelques lignes de fabrication de procédés spécifiques. Il accueille aussi quelques divisions et équipes de R&D.

### Catane, Sicile, Italie
Environ 5 000 employés.
Ce site est né en 1961 avec l'implantation de la société ATES. Le démarrage de l'activité de fabrication de semi-conducteurs (à l'époque le germanium) se fait dans le cadre d'accords de licence avec la société américaine RCA. C'est un site atypique en raison de la proximité du volcan Etna. La qualité des constructions anti-vibratoires est une référence mondiale.
Aujourd'hui, le site compte deux importantes usines de fabrication de la société :
- une unité 200 mm, inaugurée en avril 1997 par Romano Prodi, président du conseil italien. Il s'agit de la 3e fab 200 mm du groupe après Crolles 200 et Phoenix.
- Les bâtiments pour une unité 300 mm sont disponibles. Cette unité devait être destinée à la fabrication de mémoires Flash.

Le site accueille également des équipes de R&D et plusieurs autres divisions.

### Rousset, près d'Aix-en-Provence, France
Environ 2 800 employés.
Le site fut créé en 1979 par la société Eurotechnique avec la construction d'une fab 4 pouces. Il s'agissait d'un partenariat entre Saint-Gobain et la société américaine National Semiconductor. Elle fut rachetée par Thomson-CSF en 1982 à la suite des nationalisations françaises de 1981-1982 et à l'abandon de l'électronique par Saint-Gobain. En 1988, Thomson ferme son usine située dans le centre d'Aix-en-Provence (initialement créée dans les années 1960 et nommée SESCO) et le personnel d'Aix est transféré à Rousset.
C'est en 1988 que le site de Rousset, à l'époque Thomson Semiconducteurs, a donné naissance par essaimage, à la société Gemplus, le leader de la carte à puce. Son fondateur (Marc Lassus) était alors directeur du site de Rousset. Gemplus a pu alors démarrer par un contrat avec France Telecom pour le marché des cartes téléphoniques : Thomson Semiconducteurs Rousset fabriquait les puces et Gemplus les encartait.
La fab originelle fut convertie successivement en 5 puis 6 pouces. La conversion en unité 6" fut terminée en 1996. Elle fut fermée en 2006 et convertie pour la plupart en salle de test pour les wafers (EWS Electrical Wafer Sort).
Dès 1995, ST annonce son intention de construire sa troisième fab 200 mm, après Crolles et Phoenix, à Rousset (projet Rousset 2000). Elle est inaugurée le 15 mai 2000 par Lionel Jospin, Premier Ministre.
Le site accueille plusieurs divisions dont les divisions carte à puce, microcontrôleurs, eeprom ou flash séries ainsi que des équipes de R&D. Le site de Rousset s'est toujours distingué comme un site majeur de production avec d'abord sa fab 6" et ensuite la fab 8", 200 mm.
Le groupe a prévu de licencier 1000 postes en France sur la "base du volontariat".

### Ang Mo Kio,Singapour
environ 2 000 employés.
C'est en 1970 que SGS crée la première usine d'assemblage à Singapour sur la zone de Toa Payoh. Puis en 1981, SGS décide d'installer une fab à Singapour. Après la formation des techniciens en Italie et la construction, la fab d'Ang Mo Kio commence à produire ses premières plaquettes en 1984.
C'est aujourd'hui une des unités 200 mm les plus importantes du groupe en volume de production.

### Greater Noida, près deDelhietBangalore,Inde
environ 1 500+100 employés.
C'est en 1992 que le site de Noida voit le jour avec une activité de conception logicielle. Puis le 14 février 1995 y est inauguré le centre de design (conception de puce). À l'époque, avec 120 employés, il s'agissait du plus grand centre de design hors d'Europe. En 2005, le site compte près de 1 500 employés et a été transféré quelques kilomètres plus loin à Greater Noida. Il accueille essentiellement des équipes de design.
Le site de Bangalore est plus récent et regroupe une centaine d'employés.

### Tours, France
Le site compte environ 1 400 employés.

### Bouskoura,Maroc
Il rassemble un site d'assemblage. Créé en 1979, le site de STMicroelectronics (ST) à Bouskoura intervenait essentiellement dans le domaine de la fabrication de produits RF (RadioFréquences). En 1997, ST investit dans une nouvelle usine d’assemblage et de test de semiconducteurs qui constitue le module de back-end le plus important au sein de l’outil de production dont dispose ST dans le monde ainsi que le plus avancé au niveau international en matière d’automatisation et de technologie.
Aujourd’hui, le site Bouskoura 2000 s’étend sur plus de 180 000 mètres carrés, dont une salle blanche de Classe 10,000 de 32 000 m2 qui abrite les lignes de production automatisées. Au total, ST emploie actuellement plus de 3000 personnes à Bouskoura.

### Shenzhen, près deHong Kong,Chine
Le 27 octobre 1994, ST et Shenzhen Electronics Group ont signé un accord de partenariat pour la construction et l'exploitation d'une usine d'assemblage commune (ST étant majoritaire à 60 %). L'usine située sur la zone de Futian Free-Trade est opérationnelle en 1996. En 2006, ST investit l'équivalent de 500 millions de dollars américains pour une nouvelle usine d'assemblage, prévue à Longgang pour 2008. Le centre de R&D, design, vente et marketing se situe dans le Hi-tech industrial park.

### Autres sites
- Malte : en 1981, SGS y construit une première usine d'assemblage, c'est aujourd'hui la plus importante entreprise du pays.
- Muar, Malaisie : environ 1 000 employés. Le site a été créé en 1974 par Thomson. Il accueille aujourd'hui une importante usine d'assemblage.
- Genève, Suisse : Siège de la direction (quelque 300 employés).
- Bristol, Royaume-Uni : le site est né avec la création de la société britannique Inmos en 1978 à l'origine des fameux microprocesseurs Transputer. Inmos a été racheté par SGS-Thomson en 1989. Aujourd'hui, ce site accueille essentiellement des équipes de design.
- Tunis : ~300 employés : équipes de support, centre de design, d'application et de conception, les filiales présentes sont HPC, HVD, R&D et MCD.
- Saint-Genis, Ain, France, près de Genève (quelques centaines de personnes) : siège logistique.
- Paris : environ 250 personnes, équipes marketing, support et wireless R&D.
- San José (Californie, Silicon Valley, É.-U.) : centre de design.
- Rabat, Maroc : accueille un centre de design et emploie 44 personnes.
- Prague, République tchèque : ~100 à 200 personnes : équipes de design, d'application et de support.
- Sophia Antipolis, près de Nice, France : centre R&D où sont présentes les divisions MCD et UPD qui compte 230 employés, et a été créé en 2012.
- Naples, Italie : centre de design.
- Édimbourg, Royaume-Uni : accueille un centre de design.
- Shanghai, Chine
- Pékin, Chine : sale office.
- Ottawa, Canada : en 2000 SGS-Thomson rachète l'activité semi-conducteur de Nortel qui possède un centre de R&D associé à une unité de fabrication à Ottawa. L'usine sera fermée en 2002, mais le centre de R&D et le bureau de vente continuent d'opérer.
- Grasbrunn, Allemagne : centre de design et d'application. Bureau de ventes.
- Istanbul, Turquie : bureau de vente, centre de design et d'application.
- La Jolla, Californie, É.-U. : bureau de vente.
- Lexington, Massachusetts, É.-U. : bureau de vente.
- Marlow, Buckinghamshire, Royaume-Uni
- Palerme, Sicile, Italie
- Schaumburg, Illinois, É.-U.
- Wilsonville, É.-U.
- Zaventem, Belgique
- Séoul, Corée du Sud : bureau de vente
- Rennes, France : ancien site de fonderie racheté à Fairchild, il conserve toujours une activité d'assemblage de semi-conducteurs destinés à une utilisation spatiale. Site d'environ 120 personnes en 2016. Un deuxième site dans le nord de Rennes est orienté R&D, il a été intégré à la suite de l'arrêt de ST-Ericsson.

## Controverse
Depuis 2022, la société est à l'origine de nombreuses controverses. Elle est accusée notamment d'accaparer une partie de l'eau de la vallée du Grésivaudan, quand la population subit des restrictions lors des sécheresses caniculaires de 2023. Mais également de falsifier les chiffres de sa consommation d'eau potable, de rejeter ses polluants et d'être impliquée de manière économique dans la guerre Russie-Ukraine. Cette même année, l'alimentation électrique de son usine de Crolles est coupée dans le cadre de la vague d'incendies criminels à Grenoble. 
En 2023, à la suite de contournements de restrictions en vigueur, la Russie a intégré des microcontrôleurs de STMicroelectronics, permettant ainsi, indirectement, aux drones russes Orlan-10 de se maintenir au-dessus de leur cible ukrainienne.

## Sources et bibliographie
- Livre SGS-Thomson : 25 000 hommes pour un succès, 1997, Histoire d'entreprises, Institute Éditeur.  (ISBN 2-907904-06-X)
- Revues de presse spécialisées (eetimes)
- Résultats financiers publiés par ST (investors.st.com)
- Site officiel de STMicroelectronics